# Stazione di Yanagihara
La stazione di Yanagihara (柳原駅?, Yanagihara-eki) è una fermata ferroviaria della città di Kitakami, nella prefettura di Iwate della regione del Tōhoku, servita dai treni locali della linea Kitakami.

## Linee
East Japan Railway Company
■ Linea Kitakami

## Struttura
La fermata è di tipo essenziale, con un minuto manufatto che funge da sala d'attesa e un marciapiede rialzato lungo un unico binario passante. Oltre alla sala d'attesa sono disponibili dei servizi igienici gratuiti.

## Stazioni adiacenti
| «              | Servizio       | »              |
| Linea Kitakami | Linea Kitakami | Linea Kitakami |
| -------------- | -------------- | -------------- |
| Kitakami       | Locale, Rapido | Ezuriko        |